# Dale McClements
Dale McClements (Winnipeg, 31 de dezembro de 1944) é uma ex-ginasta estadunidense, que competiu em provas de ginástica artística.
Phelps fez parte da equipe estadunidense que disputou os Jogos Pan-americanos de São Paulo, em 1963. Na ocasião, conquistou a medalha de ouro por equipes, ao superar as canadenses pela segunda vez consecutiva. Nas disputas do concurso geral, foi mehalhista de prata, empatada com a companheira de seleção, Avis Tieber. Nos aparelhos, subiu ainda ao pódio como segunda colocada nas barras assimétricas, em prova vencida pela compatriota Doris Fuchs, e como campeã no salto sobre a mesa. Ao longo da carreira, ainda disputou três edições olímpicas: uma como ginasta, nos Jogos de Tóquio, em 1964, nos quais não conquistou medalhas; uma como gerente, nos Jogos de Munique, em 1972; e uma última, como treinadora, nos Jogos de Melbourne, na Austrália, em 1976.